# 国際研究型大学連合
国際研究型大学連合（こくさいがたけんきゅうだいがくれんごう、英語: International Alliance of Research Universities、略称：IARU）は、国際的な大学間の協力ネットワーク。先進的な11校の研究大学からなる。2006年1月に設立された。

## 加盟校
- オーストラリア国立大学
- ケンブリッジ大学
- オックスフォード大学
- カリフォルニア大学バークレー校
- イェール大学
- 北京大学
- シンガポール国立大学
- 東京大学
- コペンハーゲン大学
- チューリッヒ工科大学
- ケープタウン大学

## 歴代議長
1. イアン・チャッブ（2006年 - 2009年、オーストラリア国立大学副学長）
2. タン・チョー・チュアン（2009年 - 2012年、シンガポール国立大学学長）
3. ラルフ・アイヒラー（2013年 - 2014年、チューリッヒ工科大学学長）
4. ラルフ・ヘミングセン（2015年 - 2016年、コペンハーゲン大学学長）
5. ニコラス・ダークス（2017年、カリフォルニア大学バークレー校学長）
6. キャロル・クライスト（2017年 - 2018年、カリフォルニア大学バークレー校学長）
7. 五神真（2018年 - 2020年、東京大学総長）
8. スティーブン・トープ（2021年 - 2022年、ケンブリッジ大学副学長）
9. アンソニー・フリーリング（2022年 - 2023年、ケンブリッジ大学副学長）
10. ダヤ・レディ（2023年 - 、ケープタウン大学臨時副学長）